# Croàcia Continental
La Croàcia Continental (Kontinentalna Hrvatska en croat) és una de les dues regions NUTS-2 de Croàcia. La regió forma la part continental del país. Les ciutats més poblades de la regió són Zagreb, Osijek, Slavonski Brod, Karlovac, Sisak i Varaždin. Representa el 56% del territori del país i el 67% de la població.